# Melanophthalma obliqua
Melanophthalma obliqua es una especie de coleóptero de la familia Latridiidae.

## Distribución geográfica
Habita en Argentina.